# Jahméne Douglas
Jahméne Aaron Douglas (ur. 26 lutego 1991 w Birmingham) – angielski piosenkarz, który w 2012 roku zajął drugie miejsce w dziewiątej edycji programu X Factor.

## Życiorys
Jest synem Mandy Thomas i Eustace Douglasa. W 2008 jego starszy brat Daniel popełnił samobójstwo, po tym jak Eustace Douglas trafił do więzienia za znęcanie się nad żoną i dziećmi. Jahméne uczył się w City of Bath College we Writhlington. Po przeprowadzce do Swindon podjął pracę w supermarkecie Asda.

## Przebieg kariery
Jahméne Douglas pojawił się w dziewiątej edycji programu X Factor, śpiewając w odcinku castingowym piosenkę Etty James – At Last. Występ został przyjęty owacją na stojąco przez wszystkich jurorów. Douglas trafił do zespołu Nicole Scherzinger. W finale programu zaśpiewał własną wersję przeboju Beatlesów Let It Be oraz utwór Angels z repertuaru Robbiego Williamsa. Zdobył 38,9% głosów i przegrał rywalizację z Jamesem Arthurem, zwycięzcą programu.
Debiutancki album, zatytułowany Love Never Fails, wydał 22 lipca 2013 roku. Płyta zajęła pierwsze miejsce na brytyjskiej liście przebojów. Album zyskał także popularność w Indonezji, gdzie Douglas występował w sierpniu 2013. W 2013 ukazały się także dwa single z tego albumu – Titanium i Forever young.

## Nagrody i wyróżnienia
W 2013 Jahméne Douglas był nominowany do nagrody MOBO w kategorii Najlepszy debiut. Nominowano go także do nagrody Urban Music Awards dla najlepszego debiutanta.
Rodzinne przeżycia skłoniły Douglasa do zaangażowania w kampanię na rzecz zwalczania przemocy w rodzinie. W 2013 został ambasadorem organizacji charytatywnej Women’s Aid Federation of England. Bierze aktywny udział w kampanii Head Start organizowanej przez Big Lottery Fund przeciwko przemocy wobec dzieci i na rzecz stworzenia im odpowiednich warunków do życia.

## Dyskografia

### Albumy
- 2013 – Love Never Fails (RCA Records)
- 2016 – Unfathomable Phantasmagoria (Moonshot Music)

### Single
- 2013: Titanium
- 2013: Forever Young